# Gaspar, Brazilia
Gaspar este un oraș în Santa Catarina (SC), Brazilia.